# ميد هوندو
عبيد محمد هوندو ميدون (بالفرنسية: Med Hondo)‏‏، المعروف باسمه الفني ميد هوندو (4 مايو 1936 في أطار - 2 مارس 2019 في باريس) ممثل، ومخرج أفلام، ومنتج أفلام، وممثل دوبلاج موريتاني. هاجر إلى فرنسا عام 1959 وبدأ العمل في السينما خلال الستينيات. حصل على إشادة من النقاد بعد إخراجه لفيلم أيتها الشمس سنة 1970.
ينتمي محمد هندو إلى حركة السينما الأفريقية الجديدة ما بعد الاستعمارية التي ظهرت في الستينات من القرن الماضي، مع عثمان سمبين وصافي فاي من السنغال، وسليمان سيسيه والشيخ عمر سيسوكو من مالي، وإدريسا ويدراوغو من بوركينا فاسو.

## مسيرته
ولد هوندو عام 1936 في مدينة أطار بموريتانيا. كانت والدته موريتانية ووالده سنغالي. في عام 1954، ذهب هوندو إلى الرباط، عاصمة المغرب، حيث تعلم فيها فن الطبخ في المدرسة الفندقية الدولية هناك. هاجر إلى فرنسا عام 1959 ووجد عملاً أولاً في مرسيليا ثم في باريس، فعمل طباخا وعامل مزرعة ونادلا ومحمل سفن ورجل توصيل. وجد أنه هو وغيره من المهاجرين الأفارقة غير قادرين على الحصول على عمل في المهن التي اختاروها. وفي الوظائف الوضيعة التي شغلوها، كانوا يتقاضون رواتب أقل من الفرنسيين. كانت صعوبة كسب العيش خلال هذا الوقت، بالإضافة إلى العنصرية التي عاشها، مصدر إلهام لأفلامه، مثل أيتها الشمس وعرب سود جيرانكم.
بدأ هوندو يأخذ دروسًا في التمثيل والإخراج، ودرس تحت إشراف الممثلة الفرنسية فرانسواز روزاي، حيث عمل في مسرحيات كلاسيكية لشكسبير وموليير وجان راسين. وفي عام 1966 أسس شركته المسرحية الخاصة مع روبرت لينسول. سميت شانجو "Shango" (من شانجو، إله الرعد عند شعب يوروبا)، ولاحقًا سُمّيت بـ(Griot-Shango)، أنتجت الشركة مسرحيات تتعلق بتجارب السود، بما في ذلك أعمال رينيه دبستر وإيمي سيزير.
في أواخر الستينيات، بدأ هوندو بأخذ أدوار صغيرة في التلفزيون والأفلام. بدأ يتعلم حرفة صناعة الأفلام من خلال الملاحظة الدقيقة لعمل الآخرين، وبدأ في الحصول على عمل خلف الكاميرا. بدأ العمل في فيلمه الأول أيتها الشمس في عام 1965. تم إعداده بميزانية 30 ألف دولار أمريكي، وتم تمويله من خلال دبلجة الأفلام الأمريكية إلى الفرنسية. عُرض الفيلم خلال أسبوع النقاد الدولي في مهرجان كان السينمائي 1970، حيث تلقى إشادة من النقاد. حصل على جائزة الفهد الذهبي في مهرجان لوكارنو السينمائي الدولي سنة 1970. في عام 1981 كان عضوًا في لجنة التحكيم في مهرجان موسكو السينمائي الدولي الثاني عشر.
عمل هوندو أيضًا بشكل متكرر كممثل صوت، حيث عمل على دبلجة العديد من الأفلام الإنجليزية إلى الفرنسية، وأدّى أصوت عدة شخصيات من قبل سيدني بواتييه، ومورغان فريمان، وبن كينغسلي، وداني غلوفر. دبلج عددا من أفلام إيدي ميرفي، بما في ذلك فيلم المدرس المجنون سنة 1996.
توفي هوندو في باريس في 2 مارس 2019، عن عمر يناهز 82 عامًا.

## الجوائز
- حصان ينينجا الذهبي [الفرنسية][24]
- النمر الذهبي  [لغات أخرى]‏[25]

## روابط خارجية
- ميد هوندو على موقع IMDb (الإنجليزية)
- ميد هوندو على موقع ألو سيني (الفرنسية)
- ميد هوندو على موقع أول موفي (الإنجليزية)
- ميد هوندو على موقع قاعدة بيانات الأفلام السويدية (السويدية)
- ميد هوندو على موقع قاعدة بيانات الفيلم (الإنجليزية)
- ميد هوندو على موقع كينوبويسك (الروسية)